# Nivollet-Montgriffon
Nivollet-Montgriffon ist eine französische Gemeinde mit 119 Einwohnern (Stand 1. Januar 2022) im Département Ain in der Region Auvergne-Rhône-Alpes. Sie gehört zum Kanton Ambérieu-en-Bugey im Arrondissement Belley.

## Geographie
Nivollet-Montgriffon liegt auf 744 m, etwa 30 Kilometer südöstlich der Stadt Bourg-en-Bresse (Luftlinie) im südlichen französischen Jura-Gebirge. Die Fläche des 8,24 km² großen Gemeindegebiets umfasst einen Teil der stark reliefierten Westausläufer des Bugey. Die Gemeinde besteht aus den beiden Ortschaften Nivollet und Montgriffon, die einige Kilometer voneinander entfernt sind. Montgriffon liegt auf einem hier zu einer Hochfläche verbreiterten Höhenzug, der von der Cluse des Hôpitaux im Süden bis zur Chaîne de l’Avocat im Norden ansteigt. Nivollet liegt unterhalb dieser Hochfläche an einem kleinen Pass zwischen den Tälern der Bäche Riez und Oiselon, die auf dem Gemeindegebiet entspringen und es nach Westen hin entwässern.
Nachbargemeinden von Nivollet-Montgriffon sind Boyeux-Saint-Jérôme im Norden, Corlier und Aranc im Osten,  und Oncieu und Saint-Rambert-en-Bugey im Süden sowie L’Abergement-de-Varey im Westen.

## Geschichte

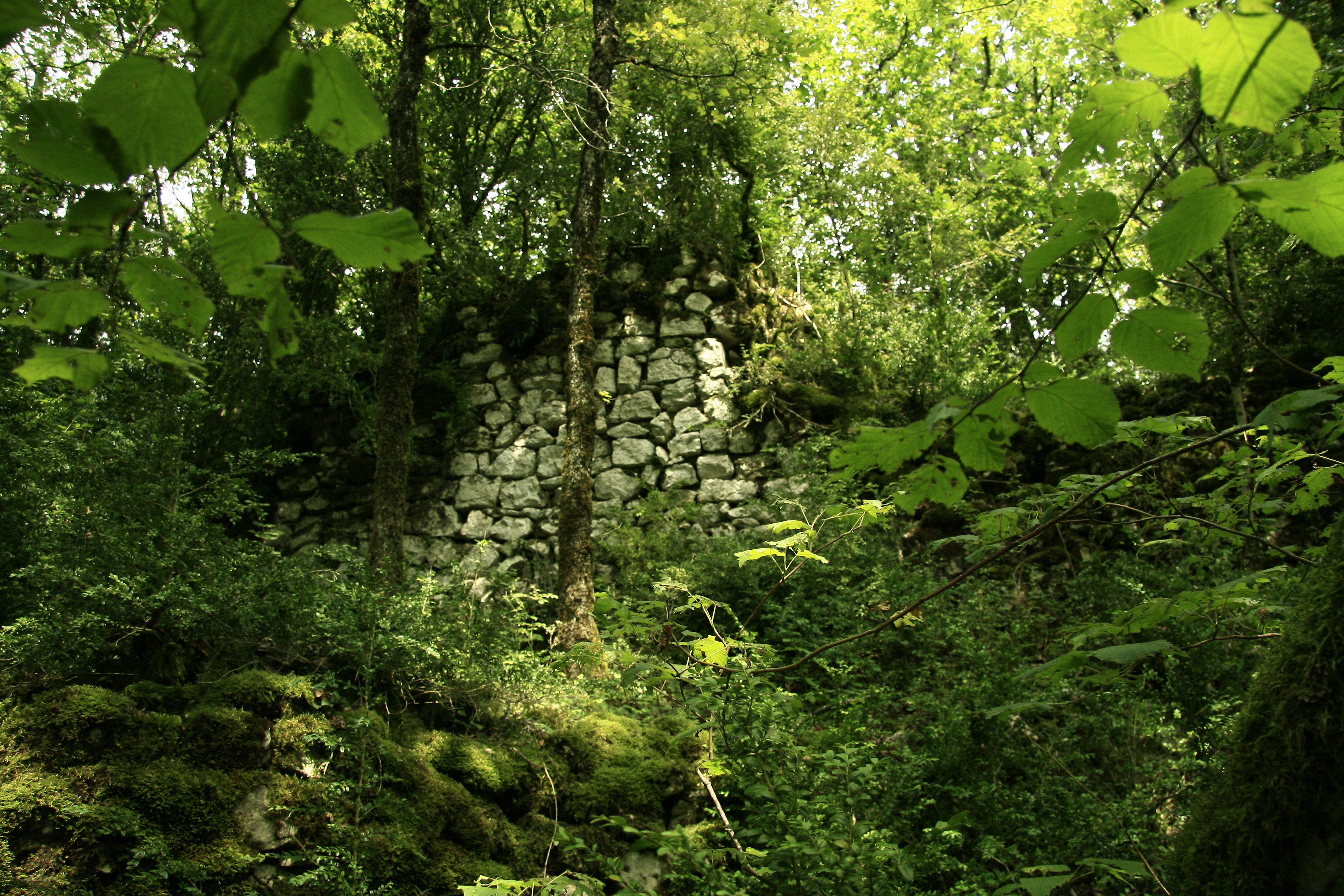
Teile der Burgmauer des Château de Montgriffon

Nivoletum wurde 1213 erstmals urkundlich erwähnt als Teil der Besitztümer der mächtigen Benediktinerabtei Saint-Rambert. Montgriffon bildete eine eigenständige kleine Herrschaft, die zuerst auch der Abtei und später den Herren von Chatillon-de-Cornelle unterstand. Seit dem Mittelalter standen die beiden Dörfer unter der Oberhoheit der Grafen von Savoyen, bis sie durch den Vertrag von Lyon im Jahre 1601 schließlich an Frankreich gelangten. Die zuerst nur Montgriffon genannte vereinigte Gemeinde erhielt 1883 den heutigen Namen Nivollet-Montgriffon.

## Bevölkerung
| Jahr                       | 1962 | 1968 | 1975 | 1982 | 1990 | 1999 | 2006 | 2013 | 2021 |
| Einwohner                  | 113  | 103  | 81   | 63   | 66   | 87   | 127  | 119  | 115  |
| Quellen: Cassini und INSEE |      |      |      |      |      |      |      |      |      |

Mit 119 Einwohnern (Stand 1. Januar 2022) gehört Nivollet-Montgriffon zu den kleinsten Gemeinden des Départements Ain. Nachdem die Einwohnerzahl im 20. Jahrhundert kontinuierlich abgenommen hatte (1901 wurden noch 349 Personen gezählt), kehrte sich der Trend 1990 um und die Einwohnerzahl steigt wieder an.

## Sehenswürdigkeiten
Die Kirche Sainte-Anne in Montgriffon wurde zu Beginn des 19. Jahrhunderts anstelle eines mittelalterlichen Vorgängerbaus errichtet, von dem noch Teile des Chors erhalten sind.
Von der mittelalterlichen Burg Montgriffon sind nur noch Grundmauern vorhanden, die vom Wald überwachsen sind (45° 59′ 42,4″ N, 5° 28′ 32,1″ O). Sie war einst durch Graben, Mauer und Zugbrücke befestigt und wurde im Krieg Heinrichs IV gegen die Grafen von Savoyen zerstört.

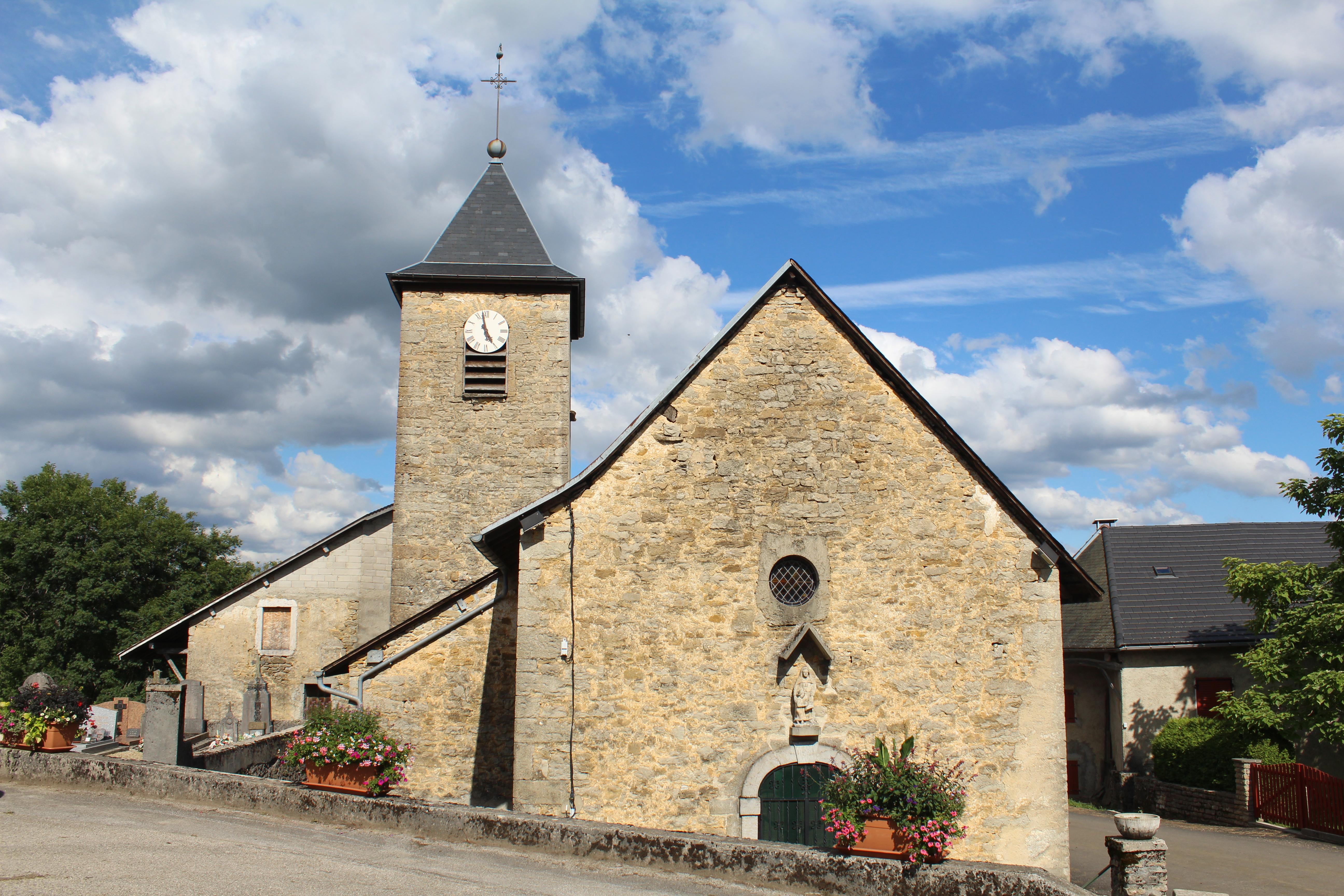
Kirche Sainte-Anne in Montgriffon
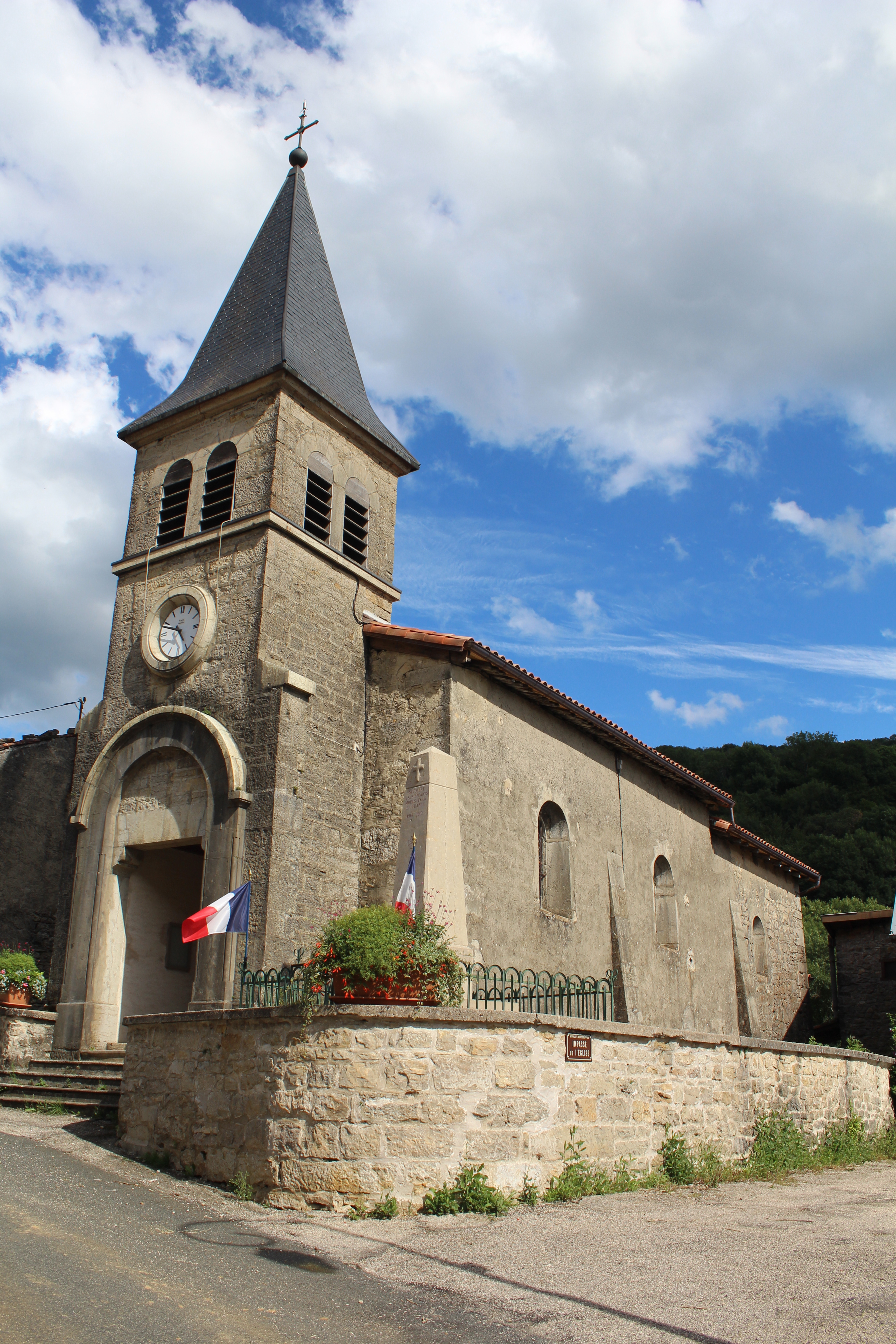
Kirche Saint-Léger in Nivollet
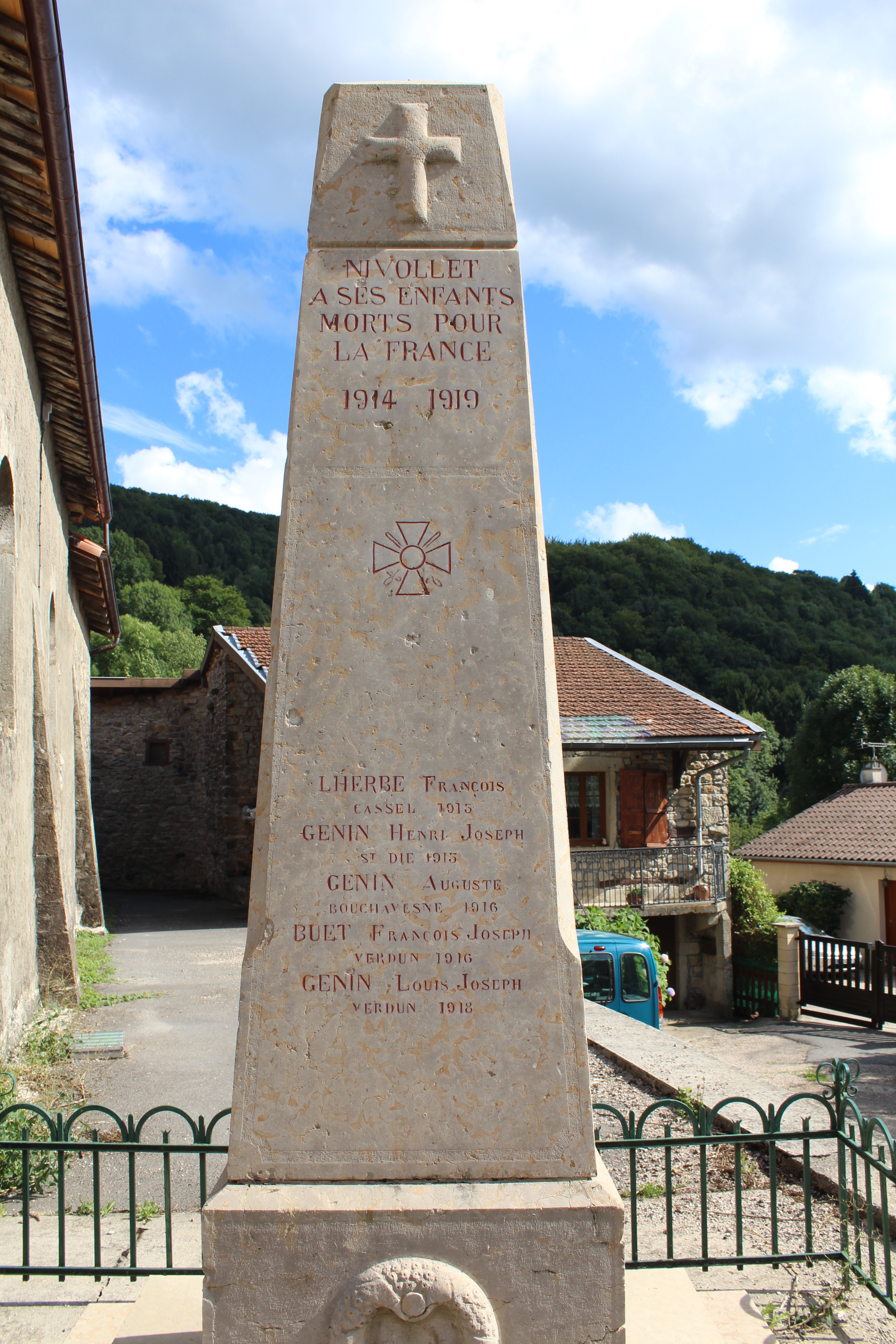
Gefallenendenkmal

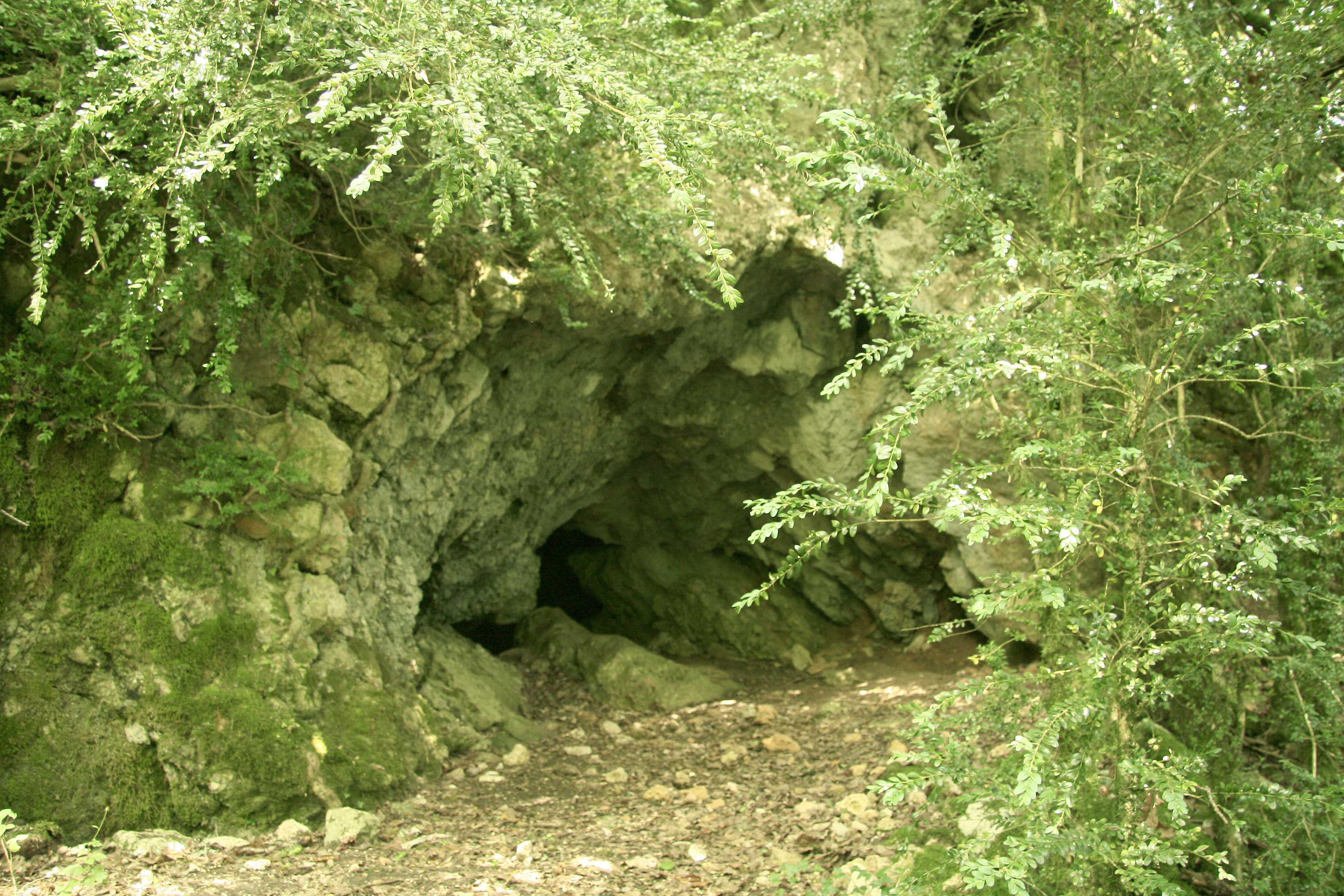
Höhle unterhalb des Château de Montgriffon
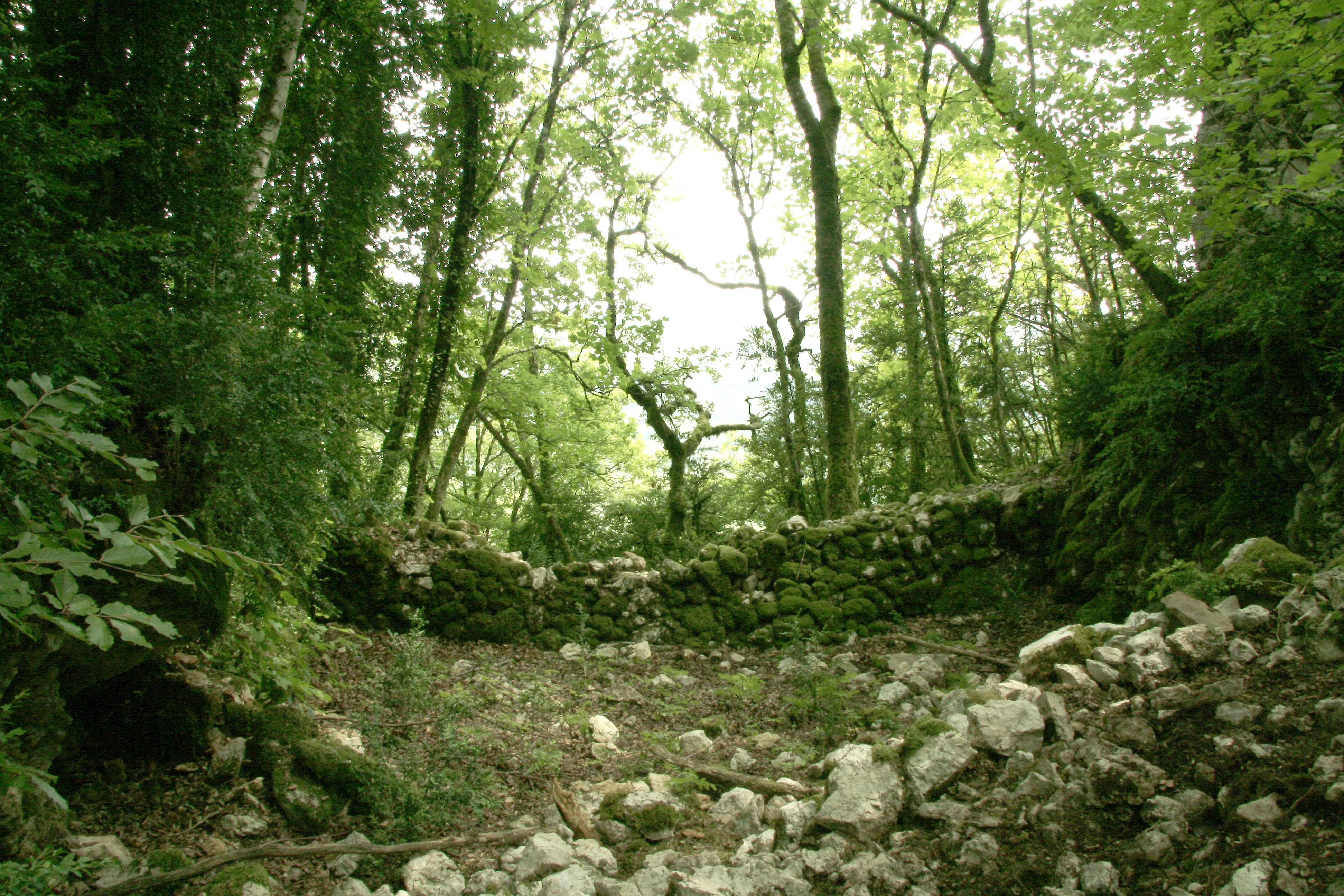
Überreste des Château de Montgriffon
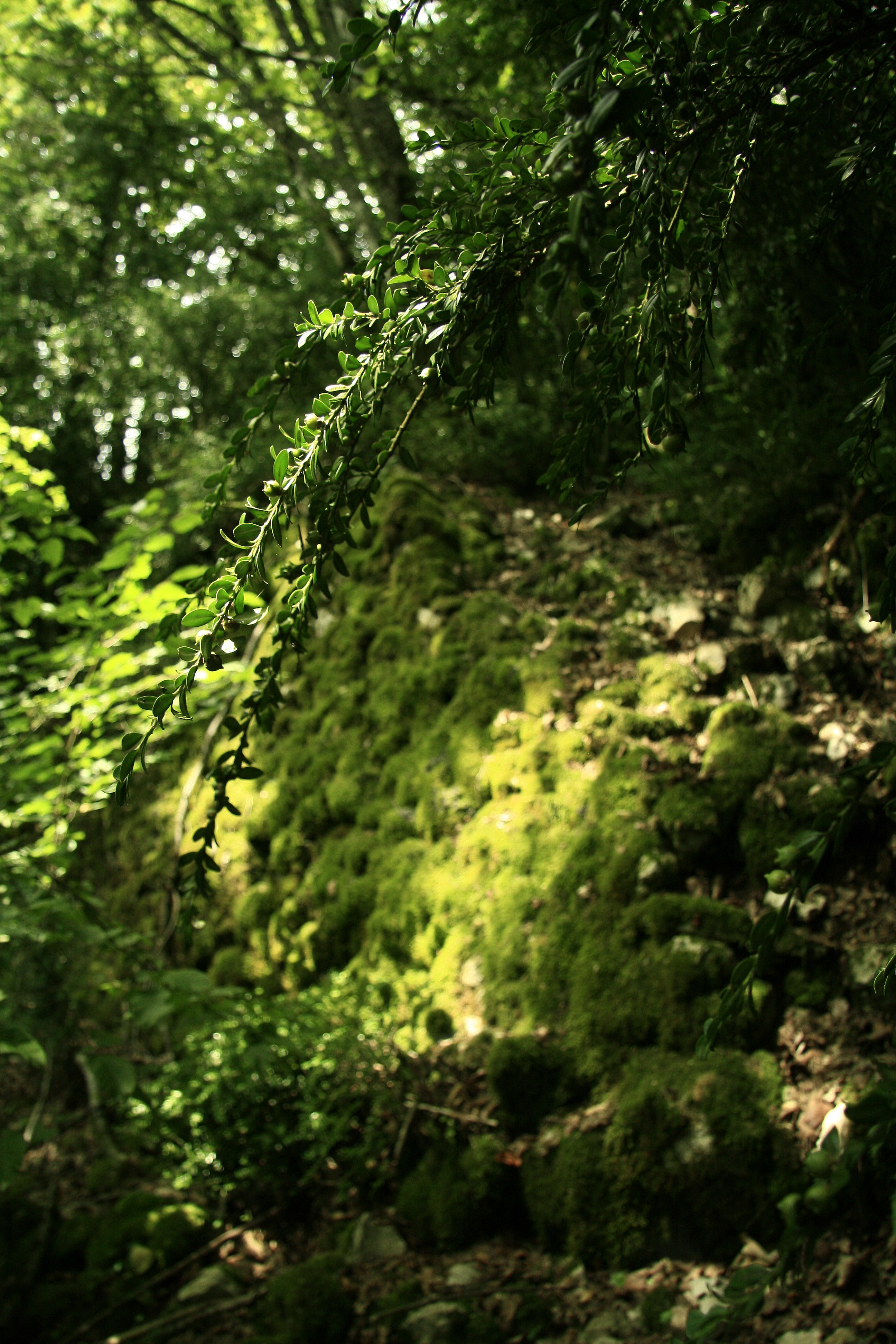
Überreste des Château de Montgriffon
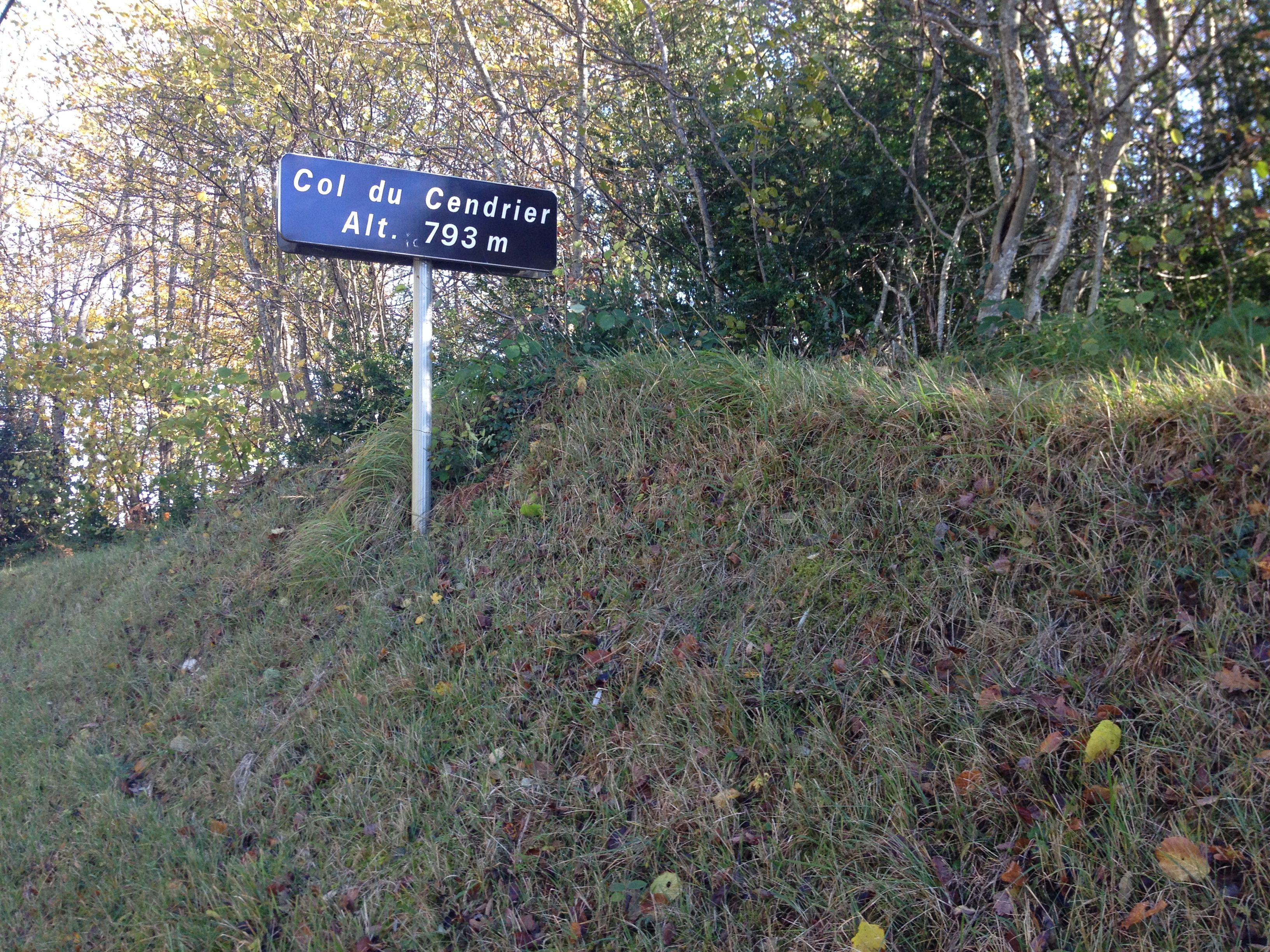
Der Pass col du Cendrier (793 m)

## Wirtschaft und Infrastruktur
Nivollet-Montgriffon ist ein vorwiegend durch die Landwirtschaft geprägtes Dorf, von den wenigen im Ort Erwerbstätigen gehören etwa die Hälfte zum primären Sektor. Die Ortschaft liegt abseits der größeren Durchgangsstraßen an einer Departementsstraße, die von Saint-Rambert-en-Bugey über den Pass Col du Cendrier nach Corlier führt. Eine weitere Straße erreicht die Gemeinde von L’Abergement-de-Varey aus über das Tal des Oiselon und verbindet Nivollet mit Montgriffon. Die nächste Autobahn (A42) befindet sich in etwa 20 Kilometer Entfernung.